# بيرغابتين
بيرغابتين (5-ميثوكسيبورالين) هو السورالين (الذي يعرف أيضا باسم فوروكومارينس) الموجود في الزيت الاساسي البرغموت، وفي الزيوت الأساسية للحمضيات الأخرى، وفي عصير الجريب فروت. وهي المادة الكيميائية في زيت البيرغابين والتي تسبب التسمم الضوئي.و يستخدم أيضا البيرغابتين الخالي من الزيوت الأساسية أو الصناعية البيرغاموت في صناعة العطور. 
و هنالك أيضا استخدام معروف ل البيرغابين في صناعة فراكسينول (Fraxinol).